# Poa golestanensis
Poa golestanensis là một loài thực vật có hoa trong họ Hòa thảo. Loài này được H.Scholz & Akhani miêu tả khoa học đầu tiên năm 1998.